# No One (пісня Майї Кеуц)
«No One» (укр. «Жоден») — пісня співачки Майї Кеуц, з якою вона представляла Словенію на пісенному конкурсі Євробачення 2011 . Композиція набрала 96 балів та посіла 13 місце .